# Eois versata
Eois versata är en fjärilsart som beskrevs av Walker 1861. Eois versata ingår i släktet Eois och familjen mätare. Inga underarter finns listade i Catalogue of Life.